# KF Malisheva
KF Malisheva is een Kosovaarse voetbalclub uit Malishevë. De clubkleuren zijn blauw en de thuisbasis is het Liman Gegaj Stadion. De club komt uit in de Kosovaarse Superliga. De club  eindigde in 2024 op de 4e plaats en debuteert daardoor in het seizoen 2024/25 in de UEFA Europa Conference League.

## In Europa
Uitslagen vanuit gezichtspunt KF Malisheva
| Seizoen | Competitie        | Ronde | Land                | Club                   | Totaalscore | 1e W    | 2e W    | PUC |
| ------- | ----------------- | ----- | ------------------- | ---------------------- | ----------- | ------- | ------- | --- |
| 2024/25 | Europa League     | 1Q    | Vlag van Montenegro | FK Budućnost Podgorica | 1-3         | 1-0 (T) | 0-3 (U) | 1.0 |
| 2025/26 | Conference League | 1Q    | Vlag van IJsland    | Víkingur Reykjavík     | 0-9         | 0-1 (T) | 0-8 (U) | 0.0 |

Totaal aantal punten voor UEFA coëfficiënten: 1.0
Zie ook
- Deelnemers UEFA-toernooien Kosovo
- Ranglijst van alle clubs die in de diverse Europa Cups zijn uitgekomen

Ballkani ·
Drenica ·
Drita ·
Dukagjini ·
Ferizaj ·
Gjilani ·
Llapi ·
Malisheva ·
Prishtina · 
Prishtina e Re